# Paul-Louis Boutié
Paul Louis Auguste Camille Boutié (* 15. Juli 1910 in Leuville-sur-Orge; † 10. April 2004 in Paris) war ein französischer Filmarchitekt.

## Leben und Wirken
Boutié erhielt eine architektonische Ausbildung und betätigte sich anfänglich unter anderem als Ausstatter von Ausstellungen. Über die Filmarchitekten Guy de Gastyne und Jacques Krauss stieß er im Laufe der 1930er Jahre zum Film und war zunächst als deren Assistenten tätig. 1938 konnte Boutié erstmals als Szenenbildner arbeiten, zu Beginn noch als Juniorpartner von de Gastyne, Jean d’Eaubonne und Georges Wakhévitch. 
Nach einer durch die deutsche Besatzungszeit bedingten, fünfjährigen Filmpause 1940 bis 1945 kehrte Paul-Louis Boutié bei Kriegsende sofort zur Kinoindustrie zurück. Boutié war bis 1967 ein produktiver Designer, „der jedoch meist nur für durchschnittliche, künstlerisch wenig ambitionierte Unterhaltungsproduktionen herangezogen wurde“. Zuletzt war er an A-Produktionen André Hunebelles und Jean-Paul Le Chanois’ beteiligt, in denen Stars wie Jean Marais, Louis de Funès, Jean Seberg und Jean Gabin mitwirkten. Nach einem Nebenwerk für André Cayatte zog sich Paul Boutié 1967 vom Film zurück.

## Filmografie
- 1938: Belle étoile
- 1939: L’enfer des anges
- 1940: Untel père et fils
- 1940: L’acrobate
- 1945: Und so was nennt sich Detektiv (L’insaisissable Frédéric)
- 1945: Leçon de conduite
- 1946: Vatersorgen (Gringalet)
- 1946: La rose de la mer
- 1947: Heimliche Liebe (Après l’amour)
- 1948: Deux amours
- 1948: Marlène
- 1948: Urteil einer Nacht (Nuit blanche)
- 1949: Majestät amüsiert sich (Le roi)
- 1950: Casimir
- 1950: Der unfreiwillige Fallschirmjäger (Uniformes et grandes manœuvres)
- 1950: In gewissen Nächten (Boniface somnambule)
- 1951: Une fille sur la route
- 1951: Rendezvous à Grenade
- 1952: Suivez cet homme
- 1952: La route du bonheur
- 1953: Der Abtrünnige (Le défroqué)
- 1953: Der Mann meiner Träume (Ma petite folie)
- 1955: Aristokraten (Les aristocrates)
- 1956: Hinter verschlossenen Türen (Le salaire du péché)
- 1956: Das Halbblut von Saigon (Mort en fraude)
- 1957: Luzifers Tochter (Retour de Manivelle)
- 1957: Thérèse Étienne
- 1959: Mit den Augen der Liebe (Les yeux de l’amour)
- 1959: Bittere Frucht der Liebe (Les lionceaux)
- 1960: Taxi nach Tobruk (Un taxi pour Tobrouk)
- 1961: Die unfreiwillige Weltreise der Familie Fenouillard (La famille Fenouillard)
- 1961: Der Mörder steht im Telefonbuch (L’assassin est dans l’annuaire)
- 1961: Das Haus der Sünde (Maléfices)
- 1962: Die eiserne Maske (Le masque de fer)
- 1964: Fantomas
- 1964: Sie werden lästig, mein Herr (Le majordome)
- 1965: OSS 117 – Pulverfaß Bahia (Furie à Bahia pour OSS 117)
- 1965: Diamantenbillard (Un milliard dans un billard)
- 1965: Die Damen lassen bitten (Les bons vivants)
- 1966: Scharfe Kurven für Madame (Le grand restaurant)
- 1966: Blüten, Gauner und die Nacht von Nizza (Le jardinier d’Argenteuil)
- 1966: Die Reise des Vaters (Le voyage du père)
- 1967: Verleumdung (Les risques du métier)